# Aeropuerto de Mörön
El Aeropuerto de Mörön (IATA: MXV, OACI: ZMMN) es un aeropuerto público situado en la ciudad de Mörön, capital de la Provincia de Hövsgöl, en Mongolia.

## Aerolíneas y destinos
- Aero Mongolia (Ulán Bator)
- Eznis Airways (Ulán Bator)
- MIAT Mongolian Airlines (Bulgan, Khovd, Ulán Bator)